# Ленцман, Яков Абрамович
Я́ков Абра́мович Ле́нцман (1908—1967) — советский антиковед и историк религии. Доктор исторических наук.

## Биография
Окончил классическую гимназию в Варшаве (1926), год отучился на курсах учителей начальных классов. После двух лет работы в еврейской школе поступил на физико-математический факультет Варшавского университета в 1929 г., по окончании первого курса перевелся на историко-филологический факультет.
Состоял членом Коммунистической партии Польши.
В 1930 году арестован за участие в революционной деятельности. В 1932 году приехал в СССР.
В 1932—1934 был сотрудником в корреспондентском пункте польской газеты «Трибуна радзецка».
Работал на Московском автозаводе.
В 1934—1936 проходил срочную службу в РККА.
В 1936—1939 учился на историческом факультете МГПИ.
Великую Отечественную войну прошёл офицером, участвовал в боях.
После войны работал в Институте истории АН СССР, где защитил в 1948 году кандидатскую диссертацию, а в 1965 году — докторскую.

## Научная деятельность
В исследованиях о рабовладельческих отношениях в дополисной микенской Греции дал всесторонний обзор литературы. При изучении рабства в гомеровской Греции рассматривал экономические отношения на Балканах в XI — IX вв. до н. э., торговые и политические связи Афин в Восточном Средиземноморье, исследовал термины в творчестве Гомера, обозначающие рабов.
Занимался вопросами истории раннего христианства. Был последователем А. Древса и принадлежал к так называемой советской мифологической школе, отрицавшей историчность Иисуса Христа (в эту группу входили также историки-марксисты Н. В. Румянцев, А. Б. Ранович, Р. Ю. Виппер, С. И. Ковалёв, И. А. Крывелёв)
А. А. Тахо-Годи вспоминала о нём: «Еще студенткой я слышала от обожаемой мной В. Д. Кузьминой похвалы Яше Ленцману, который на фронте читал Платона». Также она отмечает пренебрежительный тон Ленцмана по отношению к А. Ф. Лосеву.

### Монографии
- Ленцман Я. А. Происхождение христианства. — М.: Издательство АН СССР, 1958. — 267 с. — 20 000 экз.
  - Ленцман Я. А. Происхождение христианства. — 2-е изд.. — М.: Издательство АН СССР, 1960. — 270 с. — 15 000 экз.
- Ленцман Я. А. Рабство в микенской и гомеровской Греции. — М.: Издательство АН СССР, 1963. — 306 с. — (Исследования по истории рабства в античном мире). — 1500 экз.
- Ленцман Я. А. Сравнивая евангелия. — М.: Политиздат, 1967. — 190 с. — 100 000 экз.

### Статьи
- Ленцман Я. А. О древнегреческих терминах, обозначающих рабов // Вестник древней истории : журнал. — М.: Издательство АН СССР, 1951. — № 2. — С. 48—69.
- Ленцман Я. А. Изучение советскими учёными раннего христианства // Вопросы научного атеизма. Вып. 4. Победы научно-атеистического мировоззрения в СССР за 50 лет / Акад. обществ. наук ЦК КПСС. Ин-т научного атеизма. — М.: Мысль, 1967. — С. 267—277. — 463 с. — 22 000 экз.
- Ленцман Я. А. Мировые религии и их развитие. Христианство. Миф о Христе // Наука против религии: В 3 кн. Кн. 2: Общество и религия / Ред. коллегия: П. Н. Федосеев и др.; АН СССР. Ин-т философии. Акад. обществ. наук при ЦК КПСС. Ин-т науч. атеизма; Отв. ред. Э. А. Асратян. — М.: Наука, 1967. — С. 143 — 171. — 506 с.